# Política cultural
La política cultural, entesa com a ciència, art o opinió referent al govern o a l'organització i a l'administració d'un estat en els seus afers públics, en aquest cas la cultura, és la determinació d'uns valors que s'han de potenciar en una societat, uns objectius i unes prioritats en la intervenció, unes estratègies per a assolir millor els resultats i una dotació de recursos necessaris perquè tot sigui possible. La planificació és el pas de la política a l'acció permetent traduir a projectes d'actuació concrets allò que des de la política es vol obtenir.
Tots els agents que intervenen en el camp cultural, públics, privats i associatius, tenen, d'una manera o d'una altra, una política pròpia. Aquesta es pot dur a terme gràcies a la feina d'un conjunt divers de professionals de la gestió cultural, amb el concurs de persones voluntàries en el cas de les associacions, que intervenen en múltiples sectors de la cultura (arts escèniques, música, patrimoni…), desenvolupant les funcions pròpies de la política cultural (foment de la creació, formació, difusió, etc.), i tot això des de perfils professionals complementaris entre ells (direcció, gestió, producció, etc.).
Hi ha diferents models de política cultural, des de les més intervencionistes fins a les més liberals, però totes acaben desenvolupant, amb més o menys intensitat, les mateixes funcions en els mateixos sectors.

## Abast
El camp d'acció de les polítiques culturals i, per tant, de la seva gestió, és, alhora molt extens, amb límits difosos i discutits dins el sector cultural mateix. Per definició, quan es parla de cultura es parla d'una cosa inherent a l'ésser humà, que n'és a la vegada subjecte emissor i objecte receptor. Existeix un debat viu sobre els límits de la cultura que depèn, en gran part, de molts factors que es poden resumir en:
- Procedència geogràfica: La visió europea continental segueix a grans trets la tradició francesa en la qual la cultura, com a matèria pública, es basa fonamentalment en el patrimoni i les arts convencionals i reserva un paper molt destacat al protagonisme dels poders governamentals. Així, les polítiques culturals es basen en grans institucions sobretot públiques, una legislació important, una política d'equipaments, uns pressupostos d'estat destacats, un gran nombre de professionals i una preparació molt acadèmica. La visió europea anglosaxona separa clarament el concepte de patrimoni del de cultura, entesa aquesta com les arts convencionals i dona una especial rellevància a la iniciativa privada, ja sigui comercial o sota la forma de fundacions i associacions. Així, les polítiques culturals es basen més en el suport a les propostes ciutadanes, a la independència d'aquestes en relació amb els governs, tot i que aquests mantenen, des de l'esfera pública, grans institucions i equipaments de caràcter públic. No cal dir que el model vigent a tots els països del sud d'Europa, l'Amèrica Llatina i part d'Àfrica segueixen el model integrador de la cultura, i els països d'influència anglosaxona, però també alguns del centre i nord d'Europa, s'acosten més al model que diferencia el patrimoni de la cultura o adopta visions mixtes.[1]

- Procedència acadèmica i professional: Les persones que procedeixen d'estudis lligats a la història i al patrimoni veuen sovint el concepte de cultura més lligat al de les arts. Es produeix aleshores un divorci important en la visió del sector: el patrimoni és un tema i la cultura, o sigui les arts, un altre. Les persones més lligades a l'expressió artística, ja sigui com a practicants o com a estudiosos, centren el concepte de cultura en les arts i veuen el patrimoni com una cosa distant. Igual que en la visió anterior, la cultura, o sigui les arts, és un aspecte i el patrimoni n'és un altre. Les persones i entitats més involucrades en la vivència de la cultura tradicional i popular veuen aquesta com a essència i definició del sector. La cultura tradicional i popular es desmarca, així, de les arts i del patrimoni. Les persones originàries d'estudis d'antropologia i sociologia tenen una visió de la cultura molt més àmplia, parteixen d'un concepte de cultura lligat al desenvolupament de l'ésser humà que sobrepassa llargament els altres punts de vista. Cultura és tot: arts, patrimoni, cultura tradicional i popular, però també moltes altres expressions quotidianes de l'espècie humana. Finalment, les persones provenint de les polítiques culturals i altres sectors de l'activisme social, són les que tenen més capacitat d'integrar totes les visions (patrimoni, arts i cultura tradicional), sota el concepte de cultura. Hi poden afegir, a més, altres sectors emergents de la cultura, però no arriben a considerar la visió antropològica del fet cultural.[1]

- Procedència institucional: Cada institució, organització o persona té un concepte de cultura més o menys ampli, extens i divers. La trajectòria de l'estructura, l'encàrrec social que rep, la finalitat fundacional, l'experiència i preparació de les persones promotores, la cohabitació amb altres organitzacions, els recursos disponibles, etc. fan que una institució acabi centrant-se en un concepte o altre de cultura i, per tant, de política corresponent. En aquest sentit la procedència dels agents és determinant a l'hora de delimitar un camp d'acció o un altre. Una primera observació és que, amb les seves excepcions, una política pública entén la cultura com un conjunt de sectors i acaba intervenint, d'una manera o d'una altra i amb més o menys intensitat, en tots aquests. Quan un govern central o un ajuntament parlen de cultura adopten una visió amplia. Tenen uns criteris d'intervenció generals que adapten cada sector a la seva manera. Els agents privats, en canvi, i excepte casos concrets, s'especialitza molt més en algun dels sectors de les arts: es dedica a les arts escèniques, a la promoció de la música o a les arts visuals, per posar un exemple, però molt rarament a tots tres a la vegada, com sí que acostuma a fer el sector públic. El sector fun[1]dacional i associatiu, caracteritzat per la seva actuació altruista i sense afany de lucre, també anomenat "tercer sector", sol tenir un comportament mixt. Algunes entitats, sobretot les més històriques, tenen un concepte de cultura molt integrat i actuen en diversos sectors a la vegada (promouen la música, les arts visuals i el cinema en diferents seccions de la mateixa entitat) en un tipus d'acció que recorda més la del sector públic. Altres entitats, més actuals i, sovint, més reduïdes, s'han especialitzat, en la línia dels agents privats, en alguns sectors molt específics com ara una associació per a promoure la fotografia, una coral, un cercle artístic o un cineclub per esmentar algunes possibilitats.[1]

S'entendrà per sector de la cultura aquelles àrees específiques, disciplines o especialitzacions que configuren el conjunt de la cultura. Sovint es corresponen a una divisió fruit de la nostra necessitat de classificar, més que d'una segmentació natural. De manera àmplia, es poden definir els següents sectors, ordenats amb un criteri operatiu i conceptual a la vegada.

### Patrimoni
El patrimoni ha estat i és un sector molt destacat i reconegut dins la cultura. Ha estat a l'inici d'aquest concepte pel valor històric que es va donar a edificis, recintes arqueològics i museus, però també a col·leccions d'art, de llibres, etc., sempre amb la idea de bé a preservar. Així, a molts països, el patrimoni encara té un valor disgregat del concepte cultural, però sempre més o menys complementari d'aquest. Els països anglosaxons separen més clarament el patrimoni (heritage lligat a allò que hem heretat) de les arts. El terme cultura, poc usat, no sempre els engloba. A Itàlia, per exemple, el ministeri corresponent és, separat terminològicament, dels béns (patrimoni) i de l'activitat (arts) culturals. A molts documents encara es presenta el patrimoni com un element juxtaposat a la cultura, entenent, aleshores, per cultura, les arts. El concepte de patrimoni ha anat evolucionant amb el temps, ampliant la idea clàssica de monuments i museus a elements compartits per una societat. La UNESCO ha donat entrada al patrimoni immaterial dins el seu programa d'espais del patrimoni mundial, inicialment centrat en espais físics. El patrimoni etnològic, immaterial intangible, simbòlic, etc. són cada cop més acceptats. Darrerament es parla de memòria com a espai patrimonial. També es consolida el concepte de patrimoni natural, entès com els espais i béns naturals dels quals gaudeix l'ésser humà i que ha de preservar... del mateix ésser humà. Finalment, en el camp professional, les persones que hi treballen acostumen a identificar-se poc amb les que ho fan en les arts. Així, arqueòlegs i conservadors de museus, arxivers i altres desenvolupen la seva feina al marge de qui treballa en qualsevol dels sectors artístics.
- Documental (arxius i biblioteques de documents històrics): L'arxivística és la ciència de la recuperació, conservació, estudi i difusió de la informació, de caràcter històric, continguda en documents, ja siguin de tipus administratiu, fotogràfic, social, etc. Els seus equipaments de referència són els arxius i les biblioteques de documents històrics. En aquest darrer cas, actuen també des de la biblioteconomia. Tot i la diferent composició de molts arxius, entre un material clarament històric i un altre marcadament administratiu, la tendència actual és a considerar la unitat d'arxiu, amb un mateix espai, personal i sistemes de trebal.[1]
- Cultural (museus, centres d'interpretació, recintes arqueològics, espais visitables, gestió de col·leccions d'art, projectes sobre el patrimoni intangible, etc.): El patrimoni cultural fa referència a allò que l'ésser humà ha produït al llarg de la seva existència, tant a nivell material com immaterial, i que acaba tenint un valor simbòlic per a la nostra societat. Pot tractar-se de restes arqueològiques, edificis, objectes, però també cançons, elements simbòlics, etc. Per tant, el seu contingut pot dividir-se en patrimoni arqueològic, etnològic. Els seus espais de referència són els museus, centres d'interpretació, recintes arqueològics, espais visitables, col·leccions d'art i altres.

La UNESCO fa la següent classificació: 
- Patrimoni cultural immaterial (tradicions orals, arts de l'espectacle, rituals, etc.),
- Patrimoni cultural material,
- Patrimoni cultural immoble (jaciments arqueològics, monuments, etc.),
- Patrimoni cultural moble (pintures, escultures, monedes, manuscrits, etc.),
- Patrimoni cultural subaquàtic (restes de naufragis, restes submergides, etc.).

Una altra manera de classificar el patrimoni cultural és d'acord amb la seva disciplina acadèmica. Es troba així el patrimoni: arqueològic, arquitectònic, històric i etnològic o antropològic.
- Natural (centres d'interpretació, etc.): És el patrimoni basat en espais naturals que revesteixen aspectes culturals com els paisatges culturals, les formacions físiques, biològiques o geològiques, etc. i es concreta en parcs naturals, jardins botànics i zoològics, aquaris, jaciments paleontològics o geològics, museus de ciència, centres d'interpretació, i altres.[1]

### Arts
És, de llarg, el grup majoritari, tant en l'àmbit del sector públic com privat i associatiu. Inclou persones i organitzacions dedicades a la creació, a la formació o a la difusió. Tradicionalment han estat considerades les belles arts (encara hi ha escoles que se'n diuen), un terme actualment en desús. Cal tenir en compte que si durant segles han estat molt clarament definides, darrerament els límits entre els sectors artístics són cada cop més difosos. Tot i que tradicionalment sempre s'ha donat un cert vincle entre sectors (l'òpera conté, a la vegada, representació escènica i actuació musical), actualment se superposen actuacions en les quals els diferents sectors intervenen conjuntament. La nostra necessitat de catalogar les coses acaba situant cada acció, artista o obra en un sector o en un altre, però molts creadors senten que, sovint, transgredeixen aquests límits establerts. En determinats casos, quan la interrelació és molt clara es parla de sector multimèdia, expressió lligada més sovint a l'audiovisual, la música, les arts visuals més tecnificades, etc. A continuació es presenta una divisió força convencional dels sectors artístics:
- Arts escèniques (teatre, dansa, circ, òpera, performances, etc.).: És un dels sectors on els tres agents, públic, privat i associatiu, intervenen més regularment, definint programacions, equipaments, escoles, xarxes, etc. Es basen en l'expressió del gest i també de la paraula. És un sector poc tecnificat i industrialitzat, per la qual cosa el factor creatiu i personal és molt marcat. És molt divers quant a gèneres i formats:
  - Teatre
    - De text (el més habitual, basat en la interpretació de textos escrits expressament per a ser recitats al costat, sovint, d'una actuació del moviment).
    - Òpera (dona molta importància a la música i al cant).
    - Musical (dona importància a la música, al cant i al ball).
    - De gest o mim (dona importància al moviment, sense text).
    - D'objectes (inclou titelles, marionetes i altres).
    - De varietats (és una barreja de tipus d'actuacions molt diferents entre elles: il·lusionisme-màgia, humor, etc.).

  - Dansa
    - Clàssica (el ballet n'és un gran exponent).
    - D'arrel folklòrica o popular.
    - Contemporània.

  - Circ :Inclou una gran varietat d'actuacions que acostumen a succeir-se les unes a les altres en una gran actuació (equilibrisme, funambulisme, pallassos, doma d'animals, entre molts altres).

- Arts visuals: És un altre sector amb molta presència dels tres agents, però cadascun d'ells amb funcions diferents. Abasta un ampli espectre de gèneres, tots ells lligats a l'expressió visual a partir de la manipulació de materials o altres efectes. També se l'ha anomenat durant molt temps arts plàstiques per la seva capacitat de transformar els materials expressius. És un sector pràcticament sense indústria que li doni suport, més enllà de la reproducció seriada d'originals. Es basa, en gran manera, en el treball, sovint molt individual, de cada artista. Aquest sector inclou: pintura, escultura, fotografia, instal·lacions, videocreació...[1]

- Literatura (inclou industria editorial) En aquest sector, els agents privats són el motor, amb una participació minoritària, en valor relatiu, del sector públic i, sobretot, de l'associatiu. La indústria editorial que gira al voltant de la literatura és el principal motor econòmic del sector. El vessant creatiu inclou molts gèneres creatius, entre els quals els creadors es poden moure de l'un a l'altre amb més dinamisme que en altres sectors. Inclou la narrativa, la poesia, l'assaig, la crònica, la biografia, el diari, l'epistolari, el coneixement (història, ciència, etc.) i molts altres. En algunes classificacions s'inclouen les biblioteques com a equipaments destinats als llibres.

- Música (inclou la indústria fonogràfica) Torna a ser un sector amb molta incidència dels tres agents (públic, privat i associatiu), cadascun dels quals amb funcions diferents, tot i que, aquí, comparteixen una bona part del que fa referència a la música en viu. El sector privat, en canvi, es fa responsable de la major part de la indústria fonogràfica, que és la que permet difondre la música en diferents formats materials més enllà dels concerts en directe. El sector musical es defineix d'acord amb la creació a partir de sons produïts, la majoria de les vegades, per instruments i per la veu humana. Tot i que es donen límits difosos i fusions d'estils, de manera general, la música es classifica en tres grans gèneres que poden utilitzar instruments, partitures i ritmes diferents:[1]
  - Clàssica
  - Popular
  - Moderna

- Sector audiovisual: És un sector centrat en gran part en el cinema i altres formats minoritaris o no estrictament culturals. És el cas de la publicitat o, segons com es miri, una part dels mitjans de comunicació. A excepció de les polítiques públiques de suport, està essencialment en mans d'agents privats i mou un volum de negocis considerable.

### Biblioteques
No és fàcil de classificar un sector que, amb el temps, ha acabat tenint una presència destacada. Les biblioteques, com a espai de custòdia de llibres, han estat tradicionalment associades al patrimoni. Com a espai de difusió del llibre i la lectura, podria ser inclòs com un equipament de difusió en el sector de la literatura. Però la funció actual de les biblioteques, lligades a la promoció del llibre (tenen llibres), la música (tenen discos), el sector audiovisual (tenen pel·lícules), la telemàtica (tenen accés a ofimàtica i a Internet) i als mitjans de comunicació (tenen diaris i revistes) i tots aquests formats tant físics com digitals, en fa un equipament d'accés general a la informació i el coneixement de pràcticament tots els sectors de les arts, el patrimoni i molts altres no estrictament culturals. Caldria, per tant, parlar de sector transversal als altres. Sovint, en alguns països europeus, es parla més de mediateques com a espai multimèdia.

### Cultura tradicional i popular
És un sector ampli i molt divers, definit essencialment a partir del sector associatiu pel seu caràcter vocacional. El sector públic està present quant a agent de suport, impulsor i organitzador i els agents privats hi tenen un paper molt discret de proveïment de serveis. La cultura d'arrel tradicional o popular es materialitza en manifestacions que acostumen a tenir un caràcter públic i festiu, amb finalitats de cohesió social, reforçar la identitat i el sentit de pertinença, el manteniment de les tradicions, etc. Se sol donar al llarg del cicle festiu anyal i en manifestacions i celebracions populars. En alguns moments se l'anomena folklore, terme amb arrel anglosaxona que fa referència al caràcter popular (folk).

### Sectors emergents
Més enllà dels sectors descrits, més o menys acceptats per la comunitat cultural com a representatius de les accions que els agents hi desenvolupen, hi ha una obertura de visió que fa que, cada cop més, es considerin nous camps d'actuació per a la cultura. Sovint es tracta de sectors amb la seva personalitat pròpia, amb un vessant clarament cultural i un altre de més distant. Per tant, segons com se'ls consideri, seran entesos com una competència cultural. Són, generalment, de difícil classificació, però se'n presenten alguns:
- Difusió del coneixement contemporani : És un concepte ampli que inclou diferents formats (exposicions, conferències, tallers, publicacions i altres) amb la pretensió de difondre els temes que actualment afecten la nostra societat, de caràcter sociològic, filosòfic, polític, econòmic, científic, mediàtic, etc.).
- Difusió de la cultura cientificotècnica: No deixa de ser una concreció de l'anterior, però agafa força en la nostra societat. Busca fer de la ciència i la tècnica un sector de coneixement assimilable a les arts o el patrimoni.
- Cooperació cultural internacional: Paral·lelament a l'interès per la cooperació internacional més convencional lligada a l'agricultura, la tècnica, l'educació, etc., la cultura ha anat trobant el seu paper, que va més enllà dels tradicionals intercanvis d'artistes o persones expertes, i aposta per mostrar la cultura com a element de desenvolupament d'una societat.
- Turisme cultural: El turisme ha trobat en la cultura (i en alguns casos també al revés) un element de promoció important. Defugint els models tradicionals anomenats de sol i platja, el turisme busca la cultura per atraure visitants, ja sigui en els aspectes patrimonials, els artístics o els festius.
- Mitjans de comunicació: Aquests han mostrat la seva capacitat de promoure els continguts del fet cultural més enllà de ser un simple canal de comunicació i publicitat de les activitats presencials proposades. Gran part de la programació d'aquests mitjans és clarament cultural: pel·lícules, concerts, lectura i promoció de llibres, recitals de poesia, divulgació del coneixement, etc.
- Gastronomia: És un sector amb un fort component cultural vist des del pensament de l'antropologia, però també de la creativitat, la imaginació, l'estètica, l'impacte social, etc.
- Moda: És un sector amb un destacat vessant creatiu, conceptualment proper a les arts visuals quant al format i al producte, però amb unes dinàmiques industrials molt diferents.
- Indústria creativa: Molt lligat a l'oci, però també a la indústria en general, el disseny de programari i altres aplicacions tecnològiques lligades a la cultura.
- Altres: Finalment, i com es pot veure, hi ha molts aspectes de la vida social, econòmica, industrial i altra que poden tenir un aspecte cultural propi a banda d'elements d'altre tipus.

## Funció

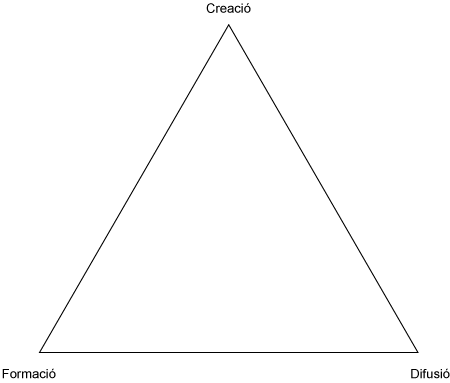
Esquemes de política cultural

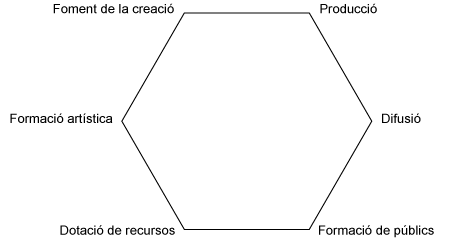
Esquemes de política cultural

La gestió de la cultura desenvolupa un seguit de funcions en el seu dia a dia professional. A l'hora de definir les funcions de la gestió cultural, sobretot, en el camp de les arts, però aplicable, amb adaptacions, també al del patrimoni i altres, hi ha una convenció bàsica que defineix tres grans àrees d'actuació quant a les funcions que ha de desenvolupar: Creació, formació i difusió. Aquests esquemes (el bàsic, triangular, i l'enriquit, hexagonal) comporten un seguit de consideracions que cal concretar:
- Equilibri i complementarietat: La primera visió que es té d'aquest triangle o hexàgon és la necessitat d'equilibri entre les diferents funcions: cadascuna existeix perquè hi ha les altres. Treballar en una sola direcció no va enlloc: si ningú crea productes artístics no hi podrà haver difusió d'aquestes obres, o, si ningú es forma en les arts, no hi haurà bons artistes per a crear cultura. Cada funció necessita, reforça i complementa les altres.
- Cada agent, les seves funcions: Aquesta definició de funcions depèn molt del tipus d'agent. El posicionament ideal d'una bona intervenció des del sector públic és el de treballar en tots els fronts a la vegada i fer-ho de manera transversal i complementària. El sector privat pot, i sol, centrar-se només sobre una de les funcions: una escola de música privada només fa formació i un teatre privat només es dedica a la programació escènica. El sector associatiu, un cop més, pot seguir les pautes formals de les institucions públiques i pot abordar diferents funcions en una mateixa entitat: en una entitat hi ha uns tallers de pintura (formació), es fan exposicions (difusió) i es dona un premi anual de pintura (foment de la creació). Certes funcions, a més, són pròpies d'un agent o d'un altre i varien d'un sector de la cultura a un altre: s'entén que el sector públic dona suport a la creació cinematogràfica però no realitza directament un llargmetratge per al cinema (al qual sí que pot donar suport), o té una escola de música però no edita discos. El sector privat edita llibres però deixa als altres agents el foment de la lectura, o programa teatre i dansa, però no acostuma a crear un centre d'informació sobre les arts escèniques. El sector associatiu i fundacional pot promoure un cineclub però no fa pel·lícules, o fomenta la lectura però no edita llibres.
- La mida i l'assignació de responsabilitats: La mida de cada organització condiciona el nombre i tipus de funcions a realitzar. Un ajuntament petit, per molt que tingui l'encàrrec social (tot i que no té l'obligatorietat competencial) d'afavorir els artistes locals, no podrà destinar els recursos necessaris per dotar-los d'espais, premis, compres, actuacions, etc. Deixarà aquestes funcions a estaments superiors. A l'altre extrem, un ministeri o conselleria de cultura d'un govern important, haurà de saber donar una resposta integrada a totes les necessitats de cada sector cultural, en la majoria de totes les seves funcions. De la mateixa manera, la capacitat i interès d'una gran empresa multinacional de la cultura li permetrà desenvolupar diferents funcions a la vegada dins un mateix sector. En canvi, una molt petita empresa cultural voldrà limitar-se i especialitzar-se en un segment molt particular d'una única funció. Es pot fer la mateixa consideració d'escala pel que fa al moviment associatiu.
- La visibilitat de cada funció: Dins aquest triangle o hexàgon de funcions, totes són necessàries però algunes tenen més visibilitat o impacte social, polític o econòmic que d'altres. Així la difusió, lògicament pel seu caràcter públic, permet arribar i fer-se veure per molta més gent que el suport a la creació: la inauguració d'una gran exposició d'art d'un artista de renom internacional amb obres vingudes d'arreu del món es fa molt més visible que la cessió d'espais a joves creadors locals perquè puguin desenvolupar les seves propostes artístiques. Aquest diferent impacte pot fer que algun directiu d'organització cultural es vegi temptat d'optar per les funcions més productives en termes de visibilitat: és el cas d'institucions públiques, per exemple, que programen molt (al llarg de l'any, cicles estables i festivals), però no veuen la necessitat de produir res. Es deixa en mans dels altres els esforços en el foment de la creació i en la formació i es recullen els fruits del seu treball contractant les produccions resultants. Es pot veure que una societat que només importa cultura i no en crea, s'empobreix a poc a poc.
- : La rendibilitat econòmica: Finalment, però no menys important, és considerar que cada funció té una rendibilitat en termes econòmics molt diferent. Així, és relativament possible recuperar la inversió i tenir un benefici en una activitat de difusió (concert, obra de teatre, edició d'un llibre, etc.) o de formació artística (escola de música, teatre, dansa o arts visuals), però és més difícil fer rendible una acció de foment de la creació (cessió de tallers per a artistes) o de formació de públics (campanya de foment de la lectura).[1]

## Programes

### Suport o foment de la creació
Una societat en general i la seva cultura en particular necessiten, abans de tot, de l'existència de persones que, de manera individual (la majoria de les vegades) o grupal, creïn obres artístiques originals amb vocació de ser transmeses a la comunitat. Es tracta d'obres plàstiques, partitures musicals, textos teatrals, coreografies de dansa, guions cinematogràfics, novel·les literàries i un llarg etcètera. Aquestes persones que creen aquestes obres culturals poden necessitar impulsos i estímuls que les ajudin a disposar del temps i dels recursos per a dedicar-se a la seva feina, sobretot quan no sempre hi ha la certesa de veure una recompensa econòmica immediata, a menys que es treballi per encàrrec. La societat valora aquestes obres artístiques, les necessita, les utilitza, les comercialitza, les gaudeix i, per tant, n'estimula la creació. Hi ha moltes maneres d'afavorir-la sense voler condicionar-ne el resultat, un aspecte important quan es parla de creació cultural:
- L'encàrrec: És un acord entre un agent públic o privat i un artista per a la realització d'una obra per a, posteriorment, ser portada a la pràctica, generalment amb motiu d'algun esdeveniment especial, commemoració, espai, festival, etc. depenent de si es tracta d'una obra musical, teatral, visual, literària, etc. En l'encàrrec, primer es fa l'acord i després es realitza l'obra. Aquesta es fa, doncs, d'acord amb uns paràmetres prefixats: context institucional, context cultural, missatge que es vol transmetre, durada o espai, terminis, preu, etc., però deixa el contingut de l'obra en mans de l'artista. Ha sigut la forma més convencional de relació entre institució i artista durant segles en els quals des del poder polític i religiós es feien encàrrecs als artistes. Se segueix practicant en certes ocasions com la commemoració d'esdeveniments.
- L'adquisició: És un acord entre un agent públic o privat i un artista per a l'adquisició d'una obra ja realitzada, que pot acabar exposada en un museu o un altre espai públic. També pot tenir només una voluntat clara de voler donar suport a l'artista i aleshores no sempre l'ús posterior de l'obra és tot el destacat que s'esperaria: es compra un quadre a un artista local que acaba en un magatzem o despatx municipals. En l'adquisició, primer l'artista crea una obra que després alguna institució acaba comprant-li. És la forma bàsica originàriament més comercial en la qual els productes es compren un cop ja realitzats.
- El premi: És un reconeixement a una obra ja realitzada o en projecte en què l'agent convocant dona un suport a l'artista, generalment sota forma dinerària o de realització del projecte, per alguna obra en concret o per la seva trajectòria artística. És la forma més convencional quan no n'hi ha d'altres. Moltes institucions no van més enllà d'aquest model.
- Els serveis o altres recursos: És una contribució, amb els serveis o recursos necessaris, a l'artista perquè pugui dur a terme la seva labor creativa. Sol definir-se sota la forma de cessió d'espais taller per a artistes visuals o sales d'assaig per a coreografies de dansa, per esmentar algun exemple.
- Suport específic: És un suport a certes necessitats dels artistes que depenen molt de cada sector i de situació. Les institucions poden ajudar els artistes amb beques d'estudi a l'estranger, per afavorir la seva participació en algun esdeveniment cultural, donar facilitats per treballar en l'espai públic, etc. És una forma que requereix una especial sensibilitat i bona voluntat per part de les institucions.
- La contractació: És el reconeixement de la vàlua de la proposta de l'artista i la seva difusió cara al públic. Es tracta d'una exposició d'obra visual, d'un concert d'un cantautor/a o l'edició d'un llibre d'un autor/a literari/ària. És, sovint, l'opció preferida dels artistes perquè representa el destí final de la seva feina, l'exhibició en públic de la seva obra, amb el reconeixement que això comporta. És el contrast amb el seu destinatari final.[1]

### Producció i suport a la producció
És important que les iniciatives de suport a la creació s'acompanyin de les de suport a la producció. Els artistes necessiten que les seves propostes artístiques acabin en un escenari, una sala d'exposicions, una sala de cinema o una llibreria, per esmentar alguns exemples. La producció d'una proposta cultural és el conjunt de feines que s'han de dur a terme encaminades a fer realitat l'obra creativa. Sol acabar amb un producte que es presenta al públic: un concert, una obra de teatre, una coreografia de dansa, un llibre, una pel·lícula, una exposició d'art, d'història o d'altres temes, una festa, etc. La producció comporta, generalment, l'acció d'un equip de persones especialitzades en diferents feines o tasques, sovint tècniques però també artístiques. Tots els agents (públic, privat i associatiu) realitzen la producció de les seves activitats culturals. Els poders públics, a més, poden incentivar la producció d'obres artístiques d'agents privats o associatius com a estímul a la cultura o donar-hi suport. Aquest suport pot fer-se sota forma dinerària, cedint espais, facilitant recursos, aportant persones expertes de suport, donant permisos quan són necessaris, etc.

### Formació artística
El camp de la cultura es proveeix d'obres culturals fruit dels professionals que les elaboren. Tot i que, depenent del sector, hi ha moltes persones que han seguit un procés personal autodidacta (per exemple en el sector de la literatura o les arts visuals), moltes altres han de seguir un procés de formació que els ajudi a millorar unes tècniques artístiques imprescindibles (per exemple, en els sectors de la música o la dansa). Neixen així els conservatoris i escoles de música, els instituts de teatre i dansa, les escoles d'arts visuals, de cinema, etc. Totes aquestes poden ser públiques i funcionar dins el sistema d'ensenyament reglat, però també poden ser privades i atorgar titulació pròpia o ser reconeguda i convalidada per l'oficial. El sector associatiu, amb alguna excepció, sol fer una oferta formativa més orientada a la pràctica amateur. Depenent del país i del seu sistema educatiu i cultural, la formació pot tenir un nivell universitari (els més freqüents: belles arts, arts escèniques, música clàssica, etc.) o tenir un nivell educatiu propi (els més freqüents: cinema, fotografia, música moderna, etc.). També hi ha una àmplia oferta de formació d'iniciació per a persones que s'interessen per la pràctica amateur. Costosa i amb una rendibilitat gens immediata, la formació sol quedar reservada a les grans institucions. Amb el temps s'ha vist que una societat que s'interessa per formar els seus artistes acaba obtenint resultats en termes de desenvolupament de la creativitat i el talent, realització de produccions i coproduccions, creixement d'una indústria cultural pròpia que arriba a exportar productes culturals, creació d'"escola", reconeixement internacional, etc

### Formació/sensibilització de públics
És una funció bastant nova en la gestió cultural que va més enllà del treball a les escoles que es duu a terme des de fa molts anys. Aquesta feina de sensibilització ha estat tradicionalment duta a terme per l'escola a un nivell formal i per les associacions a un nivell més informal, però no ha estat fins fa poc que els altres agents, sobretot el públic, l'ha desenvolupat més a fons. En general el sector privat hi destina pocs recursos. La formació o sensibilització de públics comença a agafar cos en el moment que des de la cultura es té consciència de la seva importància en el desenvolupament de la persona, més enllà de l'entreteniment que comporta. Aquest canvi d'enfocament obliga el sector a obrir-se més a la societat, fer arribar les seves propostes i interactuar-les amb les altres polítiques, educatives, socials, econòmiques, etc. Salvant totes les distàncies, el dret a la cultura es vol presentar a nivell similar al dret a l'educació, a la salut, a l'esport, etc. on es fan campanyes per aconseguir que tothom s'hi incorpori. Aquesta orientació de la formació de públics és clarament social i busca l'enriquiment personal, intel·lectual i sensorial de cadascú de nosaltres. En un segon moment, apareix un argument econòmic. Si la cultura representa una aportació important al PIB d'un país, cal fomentar-ne el consum, per a generar més oferta, empreses, professionals, artistes, equipaments, recursos, etc. en el sector. La formació de públics té, aleshores, una visió més mercantil. El sector privat pot donar suport a campanyes de foment d'hàbits culturals en la mesura que hi vegi futurs consumidors de les seves propostes. Sigui com sigui, arreu han sorgit programes de foment de les arts. Sovint se centren bàsicament en el públic infantil, considerat el públic del futur i, alhora, un públic fàcil d'arribar-hi en el format escolar. També es treballa amb infants en un format familiar, més exigent però, segurament, amb més garanties d'impacte reeixit. Amb una visió clarament educadora, es fan encara molts menys esforços amb el públic adult, quan els estudis fets indiquen que si els progenitors tenen uns certs hàbits culturals, és molt més probable que els seus fills els tinguin també. La lectura és un dels sectors que més ha estimulat la seva pràctica, amb propostes a les biblioteques públiques, els centres culturals polivalents, a l'escola, etc. És un dels casos més reeixits en el camp cultural, amb resultats d'assistència més espectaculars en totes les franges d'edat i més implicació dels agents. Amb el temps han sorgit programes estables, propostes televisives i radiofòniques, grups de lectura i activitats de tota mena. Està per comprovar si en el llarg termini, s'incrementa realment el nombre de persones amb hàbits lectors consolidats. En el sector del teatre, i menys en altres arts escèniques, s'ha treballat molt el públic en un format escolar però també en ofertes familiars, amb programacions infantils i juvenils amb caràcter educatiu, l'ús de titelles i altres tècniques properes als infants, tallers complementaris, contacte amb els artistes, etc. En el sector de la música es duen a terme alguns programes amb una orientació molt educativa i adreçada al públic en edat escolar. En les arts visuals, també s'ha orientat la sensibilització a partir de la visita a museus i exposicions d'art per part dels grups escolars i alguns tallers d'artistes que ocasionalment es poden realitzar. El sector audiovisual ha centrat la sensibilització en els productes adreçats a un públic infantil. En altres sectors, la feina de foment de nous públics és més escassa. Val la pena recalcar que, en un dels hàbits més estesos com és veure pel·lícules, no hi ha un ensenyament per a veure cinema.

### Difusió
També coneguda com a exhibició, la difusió és, en certa manera, la fase final de molts dels projectes culturals: quan l'obra de l'artista arriba al seu públic destinatari. És la fase més visible i, per tant, la funció més agraïda per tothom: artistes, polítics, directius, gestors i públic. D'alguna manera, les altres funcions esmentades han estat necessàries per a arribar a la difusió: ha calgut formar-se, crear, produir, formar públics, etc. per a arribar a difondre una obra. Els seus formats són els més coneguts: programació d'un cicle de concerts de música, obres de teatre o espectacles de dansa, exposició d'obra visual, venda de llibres, etc. La difusió és la funció més estesa i coneguda. La majoria d'equipaments culturals coneguts són per a la difusió: teatre, auditori, sala d'exposicions, cinema, museus, etc.

### Dotació de recursos
És una funció que pot passar més desapercebuda, però és la que ajuda a entendre que un sector esdevingui madur i es consolidi. En la cultura es fa necessària l'estructuració dels sectors per a evitar l'aparició espontània de propostes (artístiques, equipaments, programes, etc.) que no tenen continuïtat. Així, es proposa la creació de diferents recursos que donen força i presència en cada sector cultural. Es presenten aquí alguns d'aquests elements:
- Centres d'informació: Són espais centrats en la recerca, la tria, l'ordenació i la difusió d'informació referent a cada sector. Pot tractar-se de documentació conceptual que ajudi a conèixer i reflexionar, material creatiu a disposició d'altres artistes, material informatiu sobre projectes existents arreu del món, experiències reeixides analitzades, recursos disponibles, xarxes, circuits, grups i institucions amb qui contactar, associacions on ingressar, ajudes a les quals optar, etc. Aquest espai d'informació pot ser útil a artistes, a formadors, estudiants, experts i d'altres. Tots els agents poden contribuir a la creació de centres d'informació i recursos, però és el sector públic qui, sovint, agafa la responsabilitat de fer-ho.
- Investigació: Els sectors de la cultura necessiten una feina d'investigació tant en els aspectes estètics conceptuals com en els tècnics i de la gestió. Cal que les organitzacions facin recerca pura i aplicada, que es plantegin noves maneres de fer, que avaluïn el que ja es fa, que facin noves propostes artístiques o funcionals. La universitat és la institució per antonomàsia lligada a la recerca, sobretot la més conceptual. Les fundacions, empreses, grups artístics, institucions públiques, entitats, etc. poden fer un tipus de recerca més derivada i aplicada a la realitat immediata.
- Espais de referència i trobada: Tot sector que vulgui enfortir-se necessita crear i tenir espais propis de referència. Allò o allà on cadascú es troba amb la seva gent, intercanvia opinions i experiències, comparteix neguits i il·lusions, comença a crear propostes, etc. Tradicionalment han estat espais físics, des de la seu d'un col·legi oficial o una associació a un bar de referència del sector. Actualment hi ha també espais virtuals amb un accés i un abast més ampli i universal: web, xarxes, blogs, espais de debat, etc., que poden conviure amb els espais físics. La seva creació i manteniment sol ser més una funció dispersa i pròpia de tots els agents en actiu. En alguns casos seran espais més formals i institucionals, en altres seran a iniciativa de creadors, públic o altra gent amb inquietuds culturals. Es demana als agents públics una certa responsabilitat donant-los suport.
- Publicacions: És una mostra més de l'enfortiment de cada sector: l'existència de material publicat (paper o virtual) que afavoreix la consolidació de la recerca, la reflexió, l'opinió, les propostes i l'acció cultural, així com la circulació de les idees, les tendències, les opinions, les propostes, etc. Calen butlletins o revistes que aportin actualitat i pensament del moment, ja sigui per a un públic proper i entès o per al conjunt de la societat, mitjans de comunicació que difonguin la informació i l'opinió d'un sector que se sent viu i dinàmic, però també llibres i col·leccions estructurades que sistematitzin i posin a l'abast el coneixement i l'experiència acumulats. Un sector professional no pot estar permanentment creant informació sense emmagatzemar-la, traspassar-la als altres, contrastar-la, difondre-la, etc. No cal dir que aquesta funció resulta molt útil a estudiants, docents, professionals en actiu, gent que vol iniciar una nova proposta, etc. En aquesta funció tots els agents entren en joc, tot i que hauria de ser el sector privat qui agafés la responsabilitat de dotar cada sector de les col·leccions de llibres necessaris, el sector associatiu de crear sistemes de comunicació ràpids i al sector públic la funció d'enfortir la globalitat i de donar suport als altres agents en aquesta feina.
- Associacions de professionals: És, potser, un dels signes més avançats que confirmen la consolidació d'una professió i, per tant, d'un sector: la creació d'organismes professionals com col·legis o associacions professionals que agrupen les persones que es dediquen a una mateixa feina, les representa de cara a altres interlocutors socials, regulen el bon funcionament de la professió, defensen els seus interessos i necessitats, etc. Evidentment, aquesta funció és potestat de cada sector, però l'administració pública acostuma a donar-li suport, entre altres raons, per la necessitat de tenir interlocutors sòlids i representatius i enfortir, així, els sectors de la cultura.[1]

### Formació de professionals
Certament, tot el desenvolupament i funcionament de la cultura i la seva organització depenen en gran part de l'existència d'un cos de professionals especialitzat en la seva gestió. Aquests són els responsables de posar en contacte els creadors que elaboren propostes artístiques i els públics a qui aquestes van adreçades. Són les persones que organitzen les activitats culturals adients sota forma de programes estables, serveis, cicles, festivals, biennals, equipaments, publicacions, etc. No en fan necessàriament la producció efectiva, tot i que sovint exerceixen el doble rol. La gestió cultural és una professió nascuda recentment a Europa, l'Estat espanyol i l'Amèrica Llatina. Els primers cursos estables sobre el tema van tenir lloc al Centre d'Estudis i Recursos Culturals (CERC) de la Diputació de Barcelona, sota la batuta d'Eduard Delgado, l'any 1985 i no va ser fins als cursos 1989-1991 que va tenir lloc el primer màster de Gestió cultural de l'Estat espanyol també a iniciativa del CERC i amb la col·laboració de la Universitat de Barcelona. Posteriorment aquest tipus de cursos de tercer nivell o postgrau universitari s'ha estès a moltes altres universitats espanyoles i llatinoamericanes, que avui formen part de l'oferta habitual universitària.

## Corrents
L'aproximació a les formes de gestió pública de la cultura no es pot limitar, únicament, a aquelles realitats més properes (Catalunya/Espanya). És del tot convenient fer una ullada a altres models situats, almenys, en un context de referència amb elements coincidents amb el nostre, com pot ser Europa. I ho és per tres raons fonamentals: perquè les relacions i els intercanvis culturals entre molts països i ciutadania europea són una realitat cada cop més evident. Per què les formes de gestió pública de la cultura no són capses tancades i autosuficients: es pot aprendre, impregnar-se, dels altres, sobretot en un context de construcció europea, on la cultura, se suposa, que té coses a dir. I en darrer terme, perquè ens agradi o no, vivim localment els processos de globalització, també en l'àmbit de la cultura. És en aquest sentit que sembla interessant fer una aproximació als principals eixos de la política cultural en diferents països europeus, entenem la cultura com un element cabdal al benestar de la ciutadania, agafant com a marc referencial els models teòrics de l'estat del benestar.
- Bloc nòrdic (Suècia, Finlàndia, Dinamarca i Noruega): les polítiques de l'estat tendeixen a objectius igualitaris i redistributius, amb una presència important de la implicació de l'estat i de la despesa pública. Culturalment podem parlar del següent:
  - La consideració de la independència artística com un valor essencial i rellevant.
  - L'alt índex de despesa pública té el seu reflex en la despesa en cultura per habitant per part dels estats.
  - Les biblioteques i no el patrimoni són un dels principals àmbits d'actuació.
  - Els ajuntaments gaudeixen d'una gran capacitat d'actuació política i de despesa.
- Bloc continental (França, Alemanya, Bèlgica i Holanda): tot i mantenir un alt nivell de despesa les polítiques públiques, no són universals, sinó selectives, destinades a la protecció dels segments més febles. Culturalment podem parlar de:
  - Importància de la cultura en els pressupostos.
  - La promoció de les arts adquireix més importància que el patrimoni.
  - El vessant econòmic de la cultura adquireix cada vegada més importància.
  - La defensa de la diversitat (Bèlgica) i la particularitat cultural (França) és una temàtica important en el marc de les polítiques culturals.
- Bloc anglosaxó (Regne Unit i Irlanda): la presència de l'estat és mínima, desenvolupen un nivell baix de despesa pública i de cobertura de serveis, la confiança en el mercat com a regulador és superior als altres models. Culturalment podem parlar del següent:
  - L'Estat té un paper regulador. Les institucions autònomes, tipus consells de les arts, tenen, juntament amb la cerca de formes de gestió innovadores, un paper molt rellevant.
  - L'Estat s'ocupa d'aspectes com la planificació estratègica. La cultura s'està considerant com un nou sector econòmic emergent.
  - La cohesió social i la promoció de les arts, són uns dels objectius principals de les polítiques culturals, tot i que el patrimoni segueix essent un dels àmbits d'actuació més important.
  - La qüestió territorial té diferent tractament: Irlanda és un exemple de centralisme, mentre que en el Regne Unit s'està avançant en un sistema més descentralitzat.
- Bloc mediterrani (Espanya, Itàlia, Grècia i Portugal): les polítiques de l'Estat són poc trencadores en relació amb les estructures socials, amb una presència recent en el desenvolupament de les estructures de benestar. Culturalment podem parlar del següent:
  - Debilitat de la intervenció estatal en cultura.
  - L'Estat és, malgrat aquesta debilitat, el principal actor cultural.
  - Una part molt important de la despesa pública es dedica al patrimoni. A molta distància es troben els serveis culturals o la promoció de les arts.
  - En el cas espanyol les principals prioritats en polítiques culturals són: la millora de la cooperació entre les administracions, la promoció de les indústries culturals i la promoció de la llengua a l'exterior.

Així doncs, i malgrat les profundes diferències entre aquests quatre models, es pot afirmar que hi ha uns espais comuns d'actuació:
- La cerca de canvis en la gestió de la cultura.
- La cultura es veu com una realitat "econòmicament interessant".
- Assistim, sota diferents formes, a una consolidació progressiva de les polítiques culturals.
- Les noves estructures territorials es dirigeixen cap a les formes de gestió més properes a la ciutadania.[1]